# Aerva lanata
Aerva lanata är en amarantväxtart som först beskrevs av Carl von Linné, och fick sitt nu gällande namn av Antoine Laurent de Jussieu och Schult.. Aerva lanata ingår i släktet Aerva och familjen amarantväxter. Inga underarter finns listade i Catalogue of Life.

## Bildgalleri

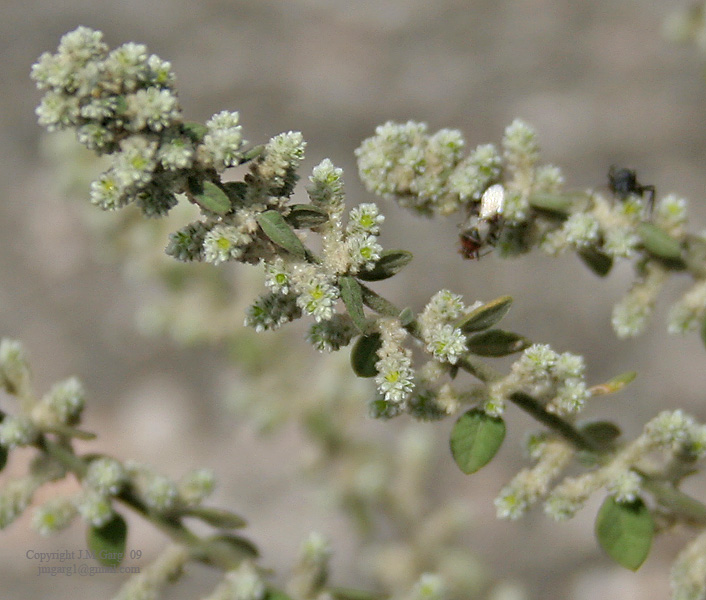
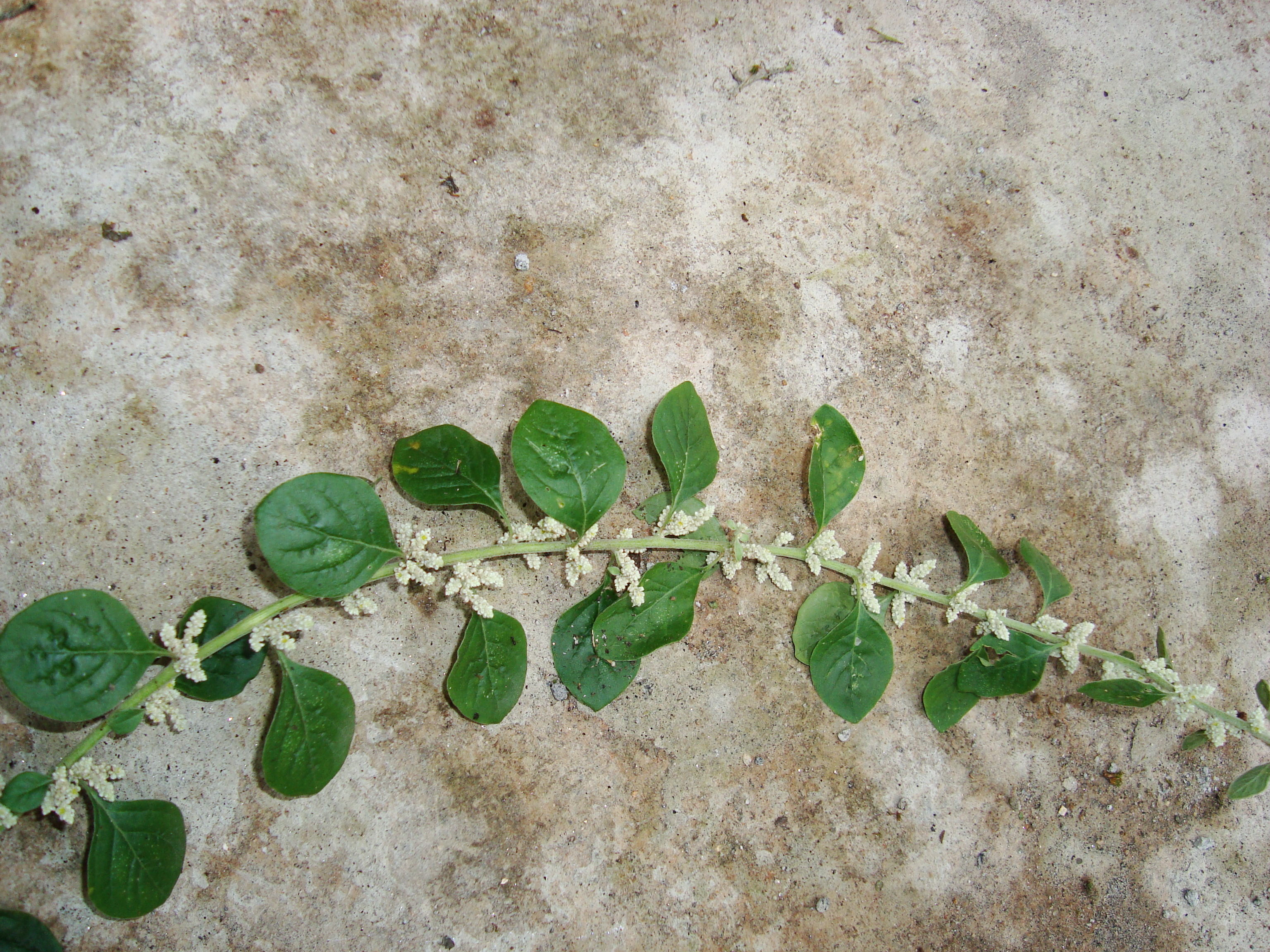
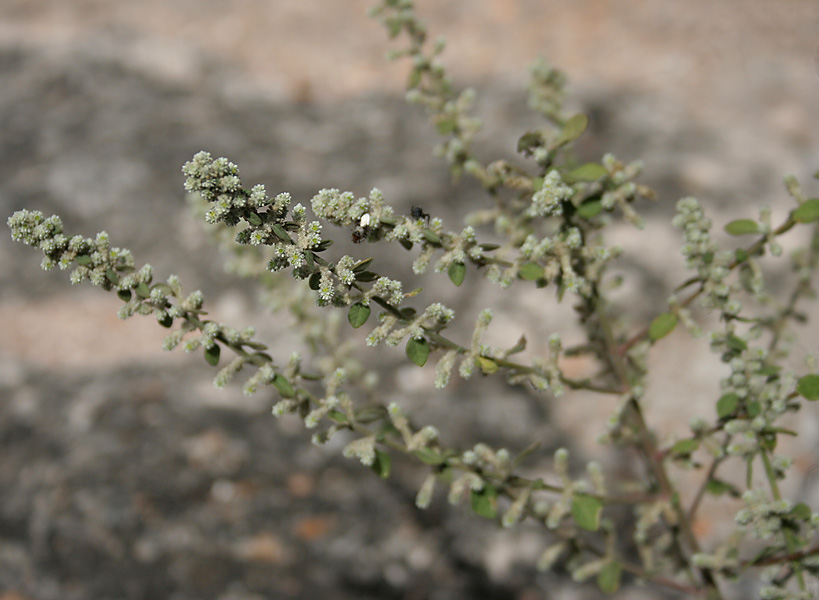
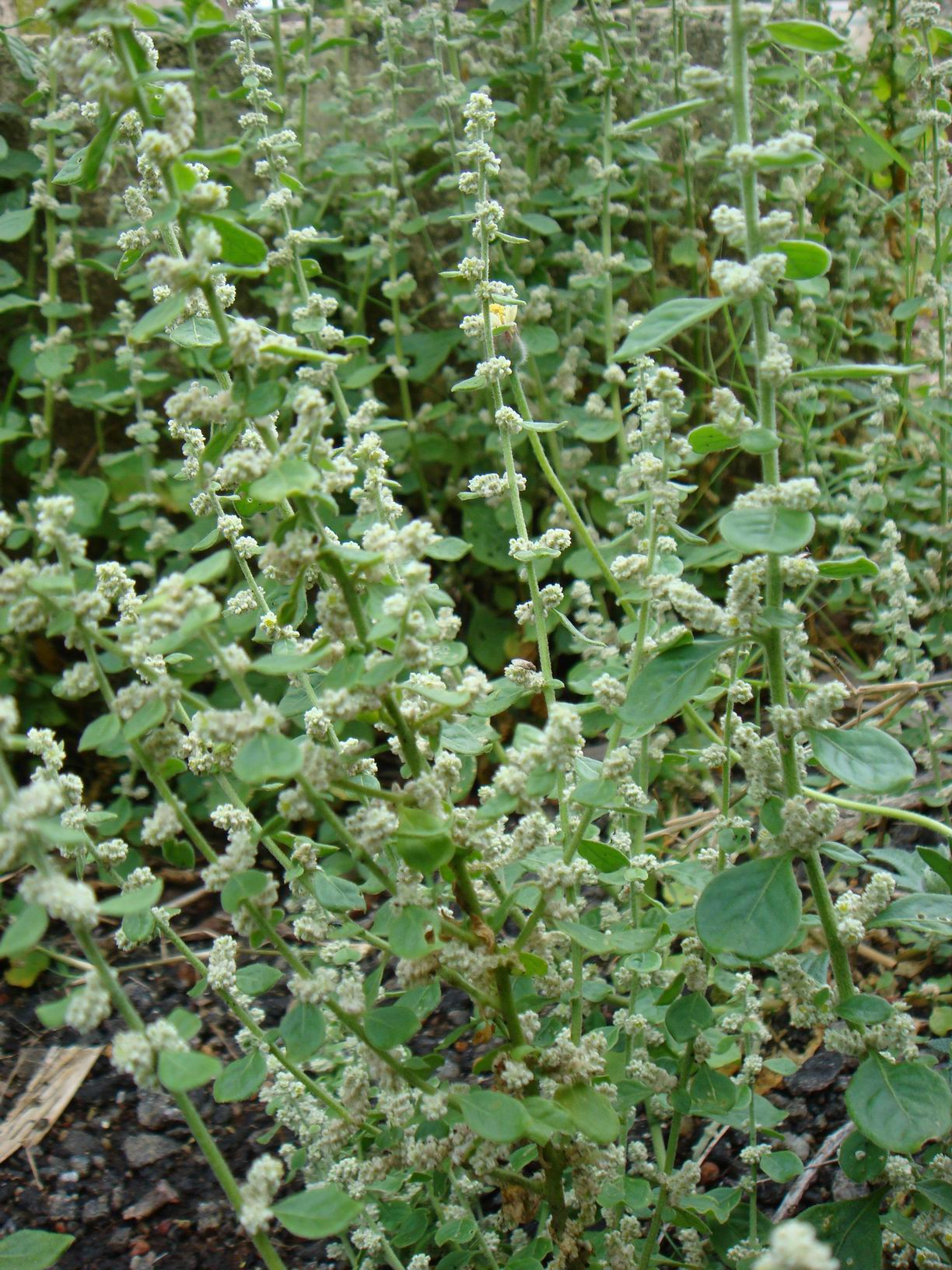